# Washington Court House
Washington Court House és l'única ciutat i seu del Comtat de Fayette (Ohio) dels Estats Units d'Amèrica.

## Demografia
Segons el cens dels Estats Units del 2000 Washington Court House tenia 13.524 habitants, 5.483 habitatges, i 3.536 famílies. La densitat de població era de 810,8 habitants/km².
Dels 5.483 habitatges en un 31,1% hi vivien nens de menys de 18 anys, en un 46,5% hi vivien parelles casades, en un 13,7% dones solteres, i en un 35,5% no eren unitats familiars. En el 30,7% dels habitatges hi vivien persones soles el 14,2% de les quals corresponia a persones de 65 anys o més que vivien soles. El nombre mitjà de persones vivint en cada habitatge era de 2,37 i el nombre mitjà de persones que vivien en cada família era de 2,93.
Per edats la població es repartia de la següent manera: un 25% tenia menys de 18 anys, un 8,1% entre 18 i 24, un 28,2% entre 25 i 44, un 22% de 45 a 60 i un 16,7% 65 anys o més.
L'edat mediana era de 37 anys. Per cada 100 dones de 18 o més anys hi havia 87 homes.
La renda mediana per habitatge era de 33.003 $ i la renda mediana per família de 40.721 $. Els homes tenien una renda mediana de 31.708 $ mentre que les dones 22.382 $. La renda per capita de la població era de 18.618 $. Aproximadament el 9% de les famílies i el 12,5% de la població estaven per davall del llindar de pobresa.

## Poblacions properes
El següent diagrama mostra les poblacions més properes.